# Fu Yu
Fu Yu (Hebei, 1978) é uma mesa-tenista portuguesa, nascida na República Popular da China, que competiu nos Jogos Olímpicos de 2016,  2020 e 2024.

## Vida e percurso desportivo
Fu Yu nasceu em Hebei, na República Popular da China, no dia 29 de novembro de 1978.  Começou a jogar ténis de mesa com apenas sete anos, ainda na China, onde a modalidade é considerada desporto nacional. Em 1998, depois de deixar o seu país, passa a competir em Espanha. 
Vive em Portugal desde 2001, altura em foi contratada pelo GD Estreito, da Madeira, ilha na qual vive, onde casou com o também mesa-tenista Duarte Fernandes e criou família. 
Com mais de 20 anos de carreira, naturalizou-se portuguesa em agosto de 2013 e tornou-se na primeira mesa-tenista portuguesa a conquistar uma medalha numa prova internacional, nos Europeus realizados em Scwechat, na Áustria. 
Conquistou ainda o ouro nos Europeus de Minsk, em 2019.
Representou Portugal nos Jogos Olímpicos de 2016, no Rio de Janeiro, nos Jogos Olímpicos de 2020, em Tóquio, e nos Jogos Olímpicos de Verão de 2024, em Paris.
Após terminar a sua participação nos Jogos Olímpicos de Verão de 2024, Pedro Miguel Moura, presidente da Federação Portuguesa de Ténis de Mesa reconheceu e elogiou publicamente a carreira de Fu Yu, dizendo que gostaria de deixar um "registo público de reconhecimento e agradecimento por estes inolvidáveis 11 anos que proporcionou".

## Palmarés
- 2013 - Medalha de bronze, nos Europeus realizados em Schwechat (Áustria) [8]
- 2015 - Representou Portugal na primeira edição dos Jogos Europeus, disputados em Baku, Azerbaijão, e no Campeonato da Europa, onde conquistou a medalha de bronze.
- 2015 - Medalha de bronze, nos europeus realizados em Yekaterinburg (Rússia) [9][8]
- 2016 - Vice-campeã europeia, nos Europeus de Budapeste [8]
- 2016 - Nos Jogos Olímpicos do Rio de Janeiro, foi 33.ª classificada [9]
- 2017 - Fez parte da seleção portuguesa que acabou o Europeu por equipas no 8.º lugar.
- 2019 - Medalha de ouro na segunda edição dos Jogos Europeus de 2019 (Minsk, Bielorrússia), após ter derrotado na final a alemã Han Ying.[10][11][5]